# بريدجيت هال
بريدجيت هال (بالإنجليزية: Bridget Hall)، عارضة أزياء وممثلة أمريكية من مواليد 12 ديسمبر 1977.

## روابط خارجية
- بريدجيت هال على موقع IMDb (الإنجليزية)
- بريدجيت هال على موقع إن إن دي بي (الإنجليزية)
- بريدجيت هال على موقع قاعدة بيانات الفيلم (الإنجليزية)
- بريدجيت هال على موقع دليل عارضات الأزياء (الإنجليزية)